# Oktoberförlaget
Oktoberförlaget var ett förlag ägt av Sveriges kommunistiska parti (som från början hette Kommunistiska Förbundet Marxist-Leninisterna). Förlaget gav ut flera hundratals titlar av både politiska tänkare som Marx och Mao men också av författare som August Strindberg, Ivar Lo-Johansson, Dritero Agolli, Doktor Gormander, Jan Myrdal och Göran Lundin. Förlaget var verksamt i ungefär ett årtionde från början av 70-talet till början av 80-talet och drevs av Kalle Hägglund och Harald Holst. Oktoberförlaget hade också en omfattande skivutgivning åren 1972–1980, för vilken Robert Aschberg var redaktör. Bland utgivningen märks plattor med Peps Persson, Pete Seeger, Lasse Tennander, Fria Proteatern och Mikis Theodorakis.
I en på Oktoberförlaget 1977 utgiven skrift med titeln "Folket har aldrig segrat till fiendens musik" hävdade man att rockmusiken till sitt innehåll är reaktionär och imperialistisk eftersom den ansågs stå i "nära samband med USA-imperialismens offensiv efter andra världskriget". Man tog därför avstånd från denna musik och vurmade i stället för svensk folkmusik och började mytologisera den svenska folkmusiktraditionen på ett sätt som närmade sig den nationalromantiska synen på denna musik.
Förlagets bestseller var Maos lilla röda, men genom vad som kan tyckas vara en naiv ekonomisk idealism som tog sig uttryck i en låg prissättning blev boken inte den kassako den kunde ha blivit. Förlagets frontfigurer, förläggaren Kalle Hägglund och grafiska formgivaren Kicki Askelin, slog sina påsar ihop under eget namn när SKP:s verksamhet kapsejsade i början av 80-talet. Ytterligare några år senare (efter bland annat utgivningen av porröverlevaren Linda Lovelaces memoarer) var Hägglund solo med sitt Hägglunds förlag i Folkets Hus i Klavreström.